# Убийство наоборот
«Убийство наоборот» (англ. Murder in Reverse) — британская криминальная драма режиссёра Монтгомери Талли, которая вышла на экраны в 1945 году.
В основу сценария фильма положен изданный в 1931 году роман «Вопрос» (англ. Query), который под псевдонимом Seamark написал британский детективный автор Остин Джеймс Смолл (англ.  Austin J. Small). Роман был опубликован уже после смерти автора.
Фильм рассказывает о лондонском грузчике Томе Мастерике (Уильям Хартналл), который был несправедливо осуждён и отбыл 15-летний тюремный срок за то, что якобы убил человека по имени Фред Смит (Джон Слейтер), у которого был роман с его женой Дорис (Чили Бучер). После выхода из тюрьмы Мастерик находит Смита и хладнокровно убивает его, уверенный в том, что по законодательству его не могут дважды осудить за убийство одного и того же человека.
Фильм имел успех в британском прокате и получил высокие оценки критики за интересный неожиданный сюжет и отличную актёрскую игру.

## Сюжет
Редактор лондонской газеты Daily Examiner мистер Салливан (Брефни О’Рурк) рассказывает своему молодому репортёру Питеру Роджерсу (Джимми Хэнли) историю, которая наделала много шума пятнадцать лет назад. Лондонский докер Том Мастерик (Уильям Хартналл) жил вполне счастливой семейной жизнью с женой Дорис (Чили Бучер) и маленькой дочерью Джилл (Петула Кларк). Однажды он случайно узнал, что его жена завела роман с его коллегой по имени Фред Смит (Джон Слейтер). Когда Дорис уходит из семьи, Мастерик находит Смита в баре и набрасывается на него. Начинается драка, в ходе которой Мастерик хватает со стены декоративный клинок и начинает преследовать Смита сначала по улице, а затем по территории порта. Когда Смит забирается на стрелу крана, Мастерик поднимается вслед за ним. В самой верхней точке, когда он размахивает клинком, Смит срывается и падает в воду. Его тело в воде так и не находят. Детективы быстро устанавливают обстоятельства драки, предполагая, что Мастерик убил Смита. Однако тело убитого так и не было найдено, более того, когда детективы везут Мастерика в машине в полицейский участок, он вдруг заявляет, что только что увидел вполне здорового Смита на борту одного из кораблей. Последующая полицейская проверка не подтверждает этот факт, поскольку, как выясняется позднее, Мастерик неточно назвал название корабля. Несмотря на то, что Мастерик продолжает утверждать, что не виновен в убийстве, дело передаётся в суд, и его признают виновным. Прокурор Кроссли (Кинастон Ривз) потребовал для Мастерика смертной казни, однако по просьбе присяжных высшая мера была заменена 15-летним тюремным заключением. Салливан, который в то время был молодым журналистом, начал активную кампанию, требуя отменить приговор как необоснованный. Первоначально ему удалось привлечь к делу интерес общественности, но постепенно всё сошло на нет и о деле забыли. Жена Мастерика сбежала со Смитом, а затем исчезла из поля зрения, а его дочь Салливан взял на воспитание в свою семью. С тех пор она выросла в красивую молодую женщину (Дайна Шеридан), которая ничего не помнит о Мастерике и считает Салливана своим родным отцом. Джилл встречается с талантливым, но неорганизованным Питером, пытаясь ему помочь стать успешным журналистом. Не раскрывая никому правду о происхождении Джилл, Салливан поручает Питеру встретиться с вышедшим на свободу Мастериком, ещё раз разобраться в его деле и написать статью.
Пока Питер пытается встретить Мастерика на вокзале, тот по прибытии в Лондон сразу же направляется к Салливану. Она благодарит редактора за то, что тот пытался помочь и интересуется судьбой своей семьи. Салливан объясняет Мастерику, что для Джилл было бы лучше не знать, кто её настоящий отец и оставить всё, как есть. Смирившись в этим, Мастерик однако намерен восстановить справедливость в отношении своего приговора, для чего ему нужно найти Смита. Поиски в доке ничего не дают, так как ветераны считают его умершим пятнадцать лет назад, и с тех пор никто о нём ничего не слышал. Через старых подруг жены Мастерику удаётся найти её адрес. При встрече выясняется, что Смит бросил Дорис пять лет назад, она пьёт и ведёт бедный несчастный образ жизни. Дорис пытается уговорить Мастерика восстановить отношения, однако он, получив адрес Смита, грубо отталкивает её и уходит.
Как выясняется, Смит работает управляющим баром-салуном в том же портовом районе. Мастерик приходит в бар, где представляется, но уверяет, что не желает Смиту зла. Его единственной целью является восстановление справедливости, и для этого Смит ему нужен как живое свидетельство того, что он никого не убивал. Смит поначалу не желает принимать участие в этом деле, но когда Мастерик заявляет, что рассчитывает получить крупную компенсацию за незаконный приговор, Смит соглашается помочь Мастерику, при условии, что сумму компенсации они разделят пополам. Мастерик приходит вместе со Смитом к Кроссли, который был обвинителем на его процессе, а ныне празднует в кругу своих коллег назначение на должность судьи. Мастерик объясняет, что пятнадцать лет назад произошла судебная ошибка, и человек, который, как утверждал на процессе Кроссли, стал жертвой убийства, жив и стоит рядом с ним. Ни Кросссли, ни окружающие его адвокаты и судьи не проявляют ни малейшего интереса к этому делу, потерявшему для них какую-либо актуальность. Кроссли объясняет, что после стольких лет вряд ли удастся добиться пересмотра дела. Тогда отчаявшийся Мастерик на глазах у судьи и его коллег достаёт пистолет и стреляет в Смита, убивая его за то, что тот в своё время не появился в суде, что привело к обвинительному приговору.
В эпилоге Салливан замечает, что Мастерик не может быть признан виновным в убийстве Смита, поскольку уже отбыл за него тюремный срок. Это убийство, по сути, стало «убийством наоборот».

## В ролях
- Уильям Хартнелл — Том Мастерик
- Джимми Хэнли — Питер Роджерс
- Чили Бучер — Дорис Мастерик
- Брефни О’Рурк — Салливан
- Джон Слейтер — Фред Смит
- Дайна Шеридан — Джилл Мастерик (во взрослом возрасте)
- Петула Кларк — Джилл (ребёнок)
- Кинастон Ривз — советник Кроссли
- Джон Сэлью — советник Блейк
- Эдвард Ригби — Спайк
- Бен Уильямс — докер
- Этель Колридж — миссис Грин
- Мэри О’Нилл — миссис Мур

## История создания и проката фильма
Сценарий фильма основан на романе «Вопрос» (англ. Query) британского детективного автора Остина Джеймса Смолла (англ.  Austin J Small), опубликованном в 1931 году после смерти писателя. Смолл (1894—1929) в Великобритании писал под псевдонимом Симарк (англ. Seamark), но его американский издатель предпочитал использовать имя Остин Джей Смолл. По многочисленным рассказам Смолла было снято несколько фильмов. 15 января 1929 года в возрасте 34 лет Смолл был найден мёртвым в Кенсингтоне, Лондон. Полиция установила, что он покончил жизнь самоубийством, отравившись газом.
Съёмки фильма проходили на студии National Studios, Элстри, Хартфордшир, Великобритания, натурные сцены снималась в тюрьме Дартмур (англ.  Dartmoor prison), а также на железнодорожном вокзале Паддингтон в Лондоне.
Это был один из первых фильмов режиссёра Монтгомери Талли, который в годы Второй мировой войны работал в короткометражном кино. В 1950—1960-е годы Талли стал известен благодаря постановке криминальных драм, таких как «Человек в тени» (1957), «Третье алиби» (1960), «Из тумана» (1962), «Стычка в ночи» (1963) и «Кто убил кота?» (1967).
Фильм вышел в прокат в Великобритании 22 октября 1945 года и в США 10 января 1947 года. Фильм показал хорошие результаты в британском прокате.

## Оценка фильма критикой
Как отметил после выхода картины профессиональный журнал The Monthly Film Bulletin, «Хартнелл хорош в роли Мастерика, в сущности, порядочного человека, чья жизнь разрушена глупой женщиной. Джон Слейтер в роли Фреда Смита и остальные актёры сильно играют в этом хорошо поставленном и довольно необычном триллере».
Газета The Philadelphia Inquirer в своей рецензии высоко оценила фильм, написав, что он движется к «сложной кульминации, от которой у зрителей перехватывает дыхание, и они практически способны сами сочинить свою концовку». В рецензии была особо выделена игра Хартнелла как «необычайно хорошая в роли обманутого мужа», в то время как другие актёры, такие как Слейтер, Шеридан и Бучер, были отмечены как «превосходные».
Обозреватель газеты Saffron Walden Weekly News также высоко оценил «замечательную историю», ответив, что Хартнелл выдаёт «выдающуюся игру». Британское издание Middlesex Advertiser and County Gazette также высоко оценило фильм, описав его как «действительно первоклассную приключенческую историю, наполненную яркими персонажами, воплощёнными в жизнь большим количеством опытных британских актёров». Другая британская газета Birmingham Post назвала картину «хорошим британским фильмом», отметив, что «было неожиданно обнаружить картину, которая обладает смелостью трактовать серьёзную проблему серьёзным образом».
Современные историки кино Стив Чибналл и Брайан Макфарлейн в книге «Британское кино категории В» (англ.  The British 'B' Film) описывают фильм как «хорошо принятый бескомпромиссный триллер». Дэвид Куинлан в книге «Британское звуковое кино: студийные годы 1928—1959» (англ.  British Sound Films: The Studio Years 1928—1959) оценил фильм как «хороший», написав далее, что это «суровый, хорошо поставленный триллер». Кинокритик Лесли Хэлливелл в своей книге «Киногид Хэлливелла» (англ.  Halliwell’s Film Guide) написал о фильме, что это: «неплохое криминальное шоу для своего времени, которое, казалось, открыло новую звезду, но оно не очень хорошо вынесло испытание временем».
По мнению кинокритика Дерека Виннерта, это «вполне приличный британский триллер Монтгомери Талли 1945 года». Критик характеризует картину как «стандартный, довольно предсказуемый криминальный драматический триллер в жанре саспенса, со знакомой предпосылкой и невысокими производственными затратами, хотя у фильма действительно очень хороший актёрский состав, и благодаря этому он заслуживает того, чтобы его рекомендовать». Виннерт особенно выделяет игру Хартнелла, «будущего исполнителя роли Доктора Кто, который очень хорошо справляется с главной ролью, демонстрируя мрачную и решительную игру, идеально соответствующую этой роли». Критик также выделяет Чили Бучер, Джона Слейтера и Дайну Шеридан в роли взрослой дочери Джилл Мастерик (Петула Кларк играет её в детстве) — «все они великолепны».